# Síntesi per taula d'ones

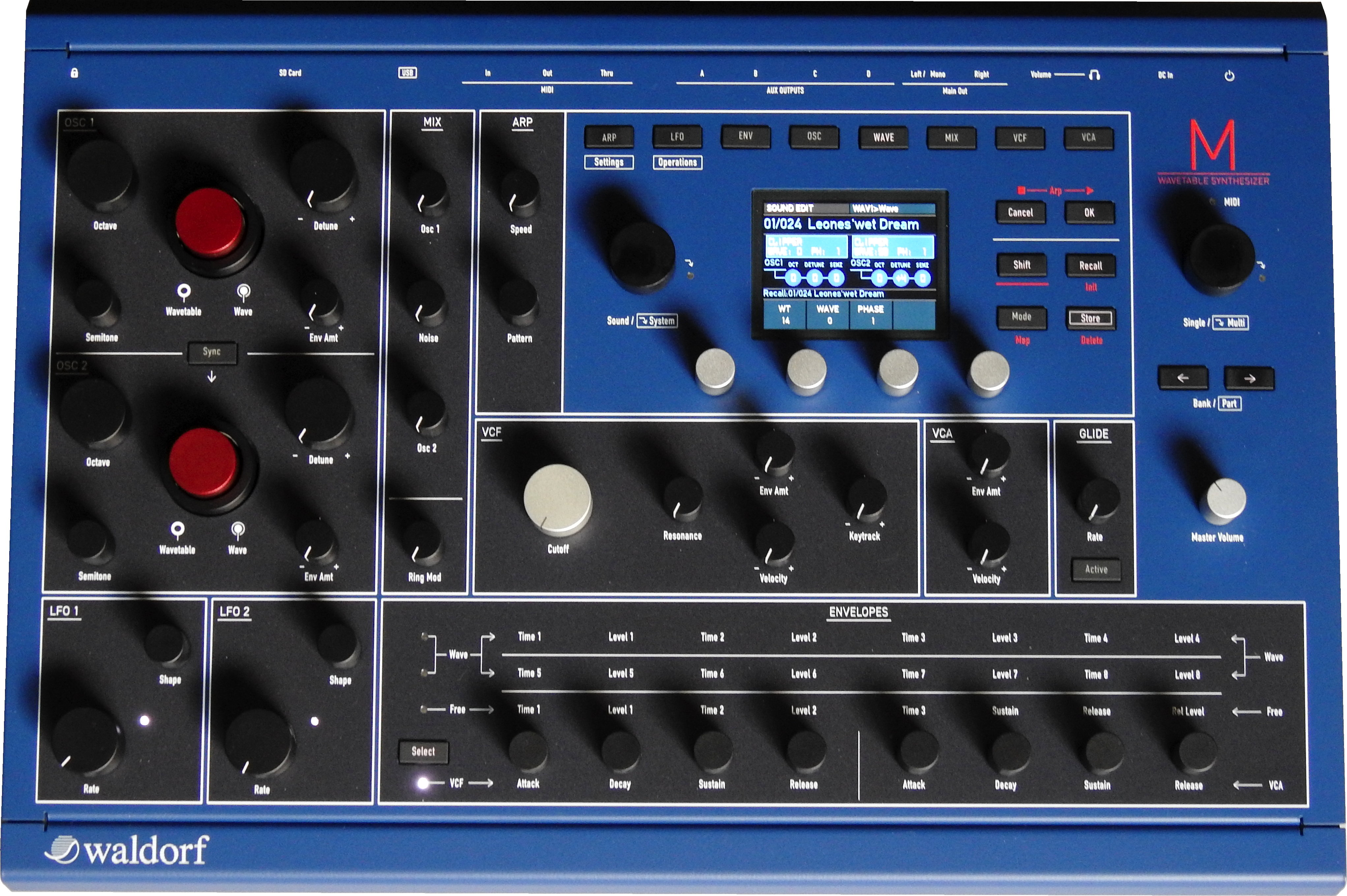
Panell frontal del sintetitzador de taula d'ona Waldorf M

La síntesi per taula d'ones (Wavetable) és una tècnica de síntesi de so utilitzada per crear formes d'ona quasi periòdiques que s'utilitzen sovint en la producció de tons o notes musicals.

## Desenvolupament
La síntesi Wavetable va ser inventada per Max Mathews l'any 1958 com a part de MUSIC II. MUSIC II "tenia polifonia de quatre veus i era capaç de generar setze formes d'ona mitjançant la introducció d'un oscil·lador de taula d'ona".
Hal Chamberlin va parlar de la síntesi de la taula d'ones al número de setembre de 1977 de Byte. Wolfgang Palm de Palm Products GmbH (PPG) va desenvolupar la seva versió a finals de la dècada de 1970 i la va publicar el 1979. Des de llavors, la tècnica s'ha utilitzat com a mètode de síntesi primari en sintetitzadors construïts per PPG i Waldorf Music i com a mètode de síntesi auxiliar per Ensoniq i Access. Actualment s'utilitza en sintetitzadors de maquinari de Waldorf Music i en sintetitzadors de programari per a PC i tauletes, incloses les aplicacions que ofereix PPG i Waldorf, entre d'altres.
També va ser desenvolupat de manera independent per Michael McNabb, que el va utilitzar en la seva composició de 1978 Dreamsong.

## Principi
La síntesi de tabla d'ona es basa fonamentalment en la reproducció periòdica de múltiples formes d'ona arbitràries d'un sol cicle.  En la síntesi de taula d'ona, s'utilitza algun mètode per variar o modular la forma d'ona seleccionada a la taula d'ona. La posició a la taula d'ones selecciona la forma d'ona d'un sol cicle. La interpolació digital entre formes d'ona adjacents permet canvis dinàmics i suaus del timbre del to produït. Escombrar la taula d'ones en qualsevol direcció es pot controlar de diverses maneres, per exemple, mitjançant l'ús d'un LFO, embolcall, pressió o velocitat.
Moltes taules d'ona utilitzades als sintetitzadors PPG i Ensoniq poden simular els mètodes utilitzats pels sintetitzadors analògics, com ara la modulació d'amplada de pols utilitzant una sèrie d'ones quadrades de diferents cicles de treball. D'aquesta manera, quan s'escombra la taula d'ones, el cicle de treball de l'ona de pols semblarà canviar amb el temps. Com que els primers sintetitzadors de taula d'ona Ensoniq tenien filtres no ressonants (els sintetitzadors d'ona PPG utilitzaven filtres analògics Curtis), algunes taules d'ona contenien formes d'ona altament ressonants per superar aquesta limitació dels filtres.

## Taules d'ona d'usuari

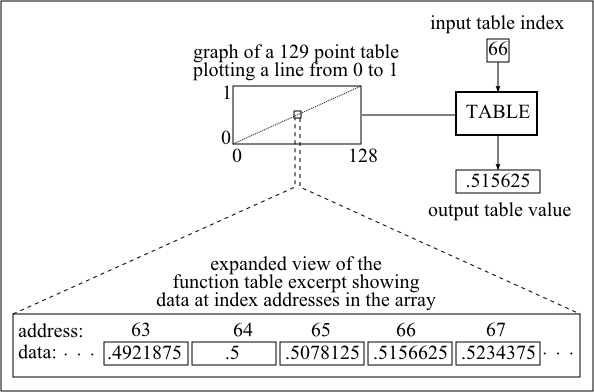
Un exemple de taula de cerca, on les dades de les adreces de 63 a 67 s'amplien.

La creació de noves taules d'ona era anteriorment un procés difícil, tret que no fos compatible amb instal·lacions d'edició especialitzades i la reproducció (gairebé) en temps real de les taules d'ona editades al sintetitzador. Aquests editors sovint requerien l'ús de dispositius de maquinari addicionals com el PPG Waveterm o només estaven presents en models cars com el Waldorf WAVE. Més habitualment, les taules d'ona precomputades es podrien afegir mitjançant targetes de memòria o enviar-se al sintetitzador mitjançant MIDI. Avui dia, les taules d'ona es poden crear més fàcilment mitjançant programari i audicionar-les directament en un ordinador. Atès que totes les formes d'ona utilitzades en la síntesi de taules d'ona són periòdiques, la representació del domini del temps i del domini de la freqüència són equivalents exactes entre si i ambdues es poden utilitzar simultàniament per definir formes d'ona i taules d'ona.

## Síntesi de cerca de taula

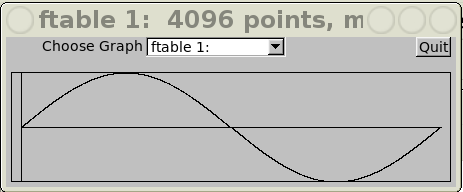
Un exemple del contingut de la taula f mostrat visualment: una ona sinusoïdal d'un sol cicle.

La síntesi de cerca de taula (o síntesi de cerca de taula d'ona) (Roads 1996) és una classe de mètodes de síntesi de so que utilitzen les taules de formes d'ona per cerca de taula, anomenada tècnica "oscil·lador de cerca de taula". La durada de les formes d'ona o de les mostres es pot variar per cada mètode de síntesi de so, des d'un sol cicle fins a diversos minuts.